# Liste des joueurs du SV Zulte Waregem
Cette liste reprend les 275 joueurs de football qui ont évolué au SV Zulte Waregem depuis la fondation du club. Attention que les anciens joueurs du KSV Waregem, dont Zulte a repris les installations, ne doivent pas être ajoutés à cette liste mais à la liste des joueurs du KSV Waregem.
Date de mise à jour des joueurs et de leurs statistiques : 30 juin 2018
- Haut – A
- B
- C
- D
- E
- F
- G
- H
- I
- J
- K
- L
- M
- N
- O
- P
- Q
- R
- S
- T
- U
- V
- W
- X
- Y
- Z

## A
| Joueur               | Nationalité   | Position          | Date de naissance | Période(s) | Matches (dont D1) | Buts | Jaunes | Rouges |
| -------------------- | ------------- | ----------------- | ----------------- | ---------- | ----------------- | ---- | ------ | ------ |
| Mohammed Aliyu Datti | Nigeria       | Attaquant         | 14/03/1982        | 2006-2007  | 19 (13)           | 3    | 0      | 0      |
| Bobley Anderson      | Côte d'Ivoire | Attaquant         | 03/03/1992        | 2014       | 5 (4)             | 0    | 0      | 0      |
| Chuks Aneke          | Angleterre    | Milieu de terrain | 03/07/1993        | 2014-2016  | 50 (41)           | 6    | 11     | 0      |
| Jakob Ankersen       | Danemark      | Attaquant         | 22/09/1990        | 2017       | 1 (1)             | 0    | 0      | 0      |

## B
| Joueur                            | Nationalité                      | Position          | Date de naissance | Période(s)           | Matches (dont D1) | Buts | Jaunes | Rouges |
| --------------------------------- | -------------------------------- | ----------------- | ----------------- | -------------------- | ----------------- | ---- | ------ | ------ |
| Aliko Bala                        | Nigeria                          | Attaquant         | 27/02/1997        | 2017                 | 6 (6)             | 0    | 0      | 0      |
| Eike Bansen                       | Allemagne                        | Gardien de but    | 21/02/1998        | 2018-...             | 0 (0)             | 0    | 0      | 0      |
| Leandro Barrios Rita dos Martires | Brésil                           | Attaquant         | 6/06/1986         | 2007-2009            | 15 (14)           | 3    | 1      | 0      |
| Marvin Baudry                     | République du Congo              | Défenseur         | 26/01/1990        | 2015-...             | 115 (102)         | 4    | 14     | 1      |
| Chris Bédia                       | Côte d'Ivoire                    | Attaquant         | 5/03/1996         | 2018-...             | 0 (0)             | 0    | 0      | 0      |
| Chahir Belghazouani               | France                           | Milieu de terrain | 6/10/1986         | 2011-2012            | 9 (9)             | 0    | 3      | 0      |
| Jonathan Benteke                  | Belgique                         | Attaquant         | 1/01/1995         | 2014-2016            | 26 (22)           | 2    | 1      | 0      |
| Dries Bernaert                    | Belgique                         | Défenseur         | 21/08/1984        | 2003-2004            | 13 (0)            | 3    | 1      | 0      |
| Franck Berrier                    | France                           | Milieu de terrain | 2/02/1984         | 2008-2010, 2012-2013 | 127 (119)         | 24   | 14     | 1      |
| Mohamed Berthé                    | France                           | Défenseur         | 12/09/1972        | 2003-2004            | 5 (0)             | 2    | 1      | 0      |
| Henrik Bjørdal                    | Norvège                          | Attaquant         | 4/02/1997         | 2018-...             | 0 (0)             | 0    | 0      | 0      |
| Johan Lædre Bjørdal               | Norvège                          | Défenseur         | 5/05/1986         | 2018-...             | 8 (8)             | 0    | 0      | 0      |
| Jérémy Bokila                     | République démocratique du Congo | Attaquant         | 14/11/1988        | 2010-2012            | 23 (23)           | 2    | 2      | 0      |
| Kevin Bollé                       | Belgique                         | Milieu de terrain | 14/02/1982        | 2001-2002            | 0 (0)             | 0    | 0      | 0      |
| Theo Bongonda                     | Belgique                         | Attaquant         | 20/11/1995        | 2013-2014, 2018-...  | 52 (44)           | 9    | 6      | 2      |
| Axel Bossekota                    | France                           | Milieu de terrain | 9/04/1989         | 2010                 | 0 (0)             | 0    | 0      | 0      |
| Sammy Bossut                      | Belgique                         | Gardien de but    | 11/08/1985        | 2006-...             | 362 (333)         | 0    | 14     | 1      |
| Louis Bostyn                      | Belgique                         | Gardien de but    | 4/10/1993         | 2014-...             | 20 (12)           | 0    | 0      | 0      |
| Thomas Bradt                      | Belgique                         | ?                 | 5/07/1982         | 2001-2005            | 40 (0)            | 6    | 6      | 0      |
| Sebastiaan Brebels                | Belgique                         | Milieu de terrain | 5/05/1995         | 2014-2016            | 15 (12)           | 0    | 0      | 0      |
| Sylvio Breleur                    | France                           | Attaquant         | 13/10/1978        | 2005-2006            | 6 (4)             | 1    | 2      | 1      |
| Sébastien Bruzzese                | Belgique                         | Gardien de but    | 1/03/1989         | 2012-2015            | 20 (7)            | 0    | 1      | 1      |
| Thomas Buffel                     | Belgique                         | Milieu de terrain | 19/02/1981        | 2018-...             | 0 (0)             | 0    | 0      | 0      |
| Marco Bürki                       | Suisse                           | Défenseur         | 10/07/1993        | 2018-...             | 0 (0)             | 0    | 0      | 0      |
| Stephen Buyl                      | Belgique                         | Attaquant         | 2/09/1992         | 2015-2016            | 28 (22)           | 2    | 3      | 0      |
| Philippe Buysens                  | Belgique                         | Défenseur         | 16/02/1985        | 2005-2006            | 0 (0)             | 0    | 0      | 0      |
| Bart Buysse                       | Belgique                         | Défenseur         | 16/10/1986        | 2006-2010            | 82 (76)           | 1    | 17     | 2      |

## C
| Joueur             | Nationalité | Position          | Date de naissance | Période(s) | Matches (dont D1) | Buts | Jaunes | Rouges |
| ------------------ | ----------- | ----------------- | ----------------- | ---------- | ----------------- | ---- | ------ | ------ |
| Raphaël Caceres    | France      | Attaquant         | 1/09/1987         | 2013-2014  | 45 (34)           | 5    | 1      | 0      |
| Roberto Chen       | Panama      | Défenseur         | 24/05/1994        | 2014       | 3 (2)             | 0    | 1      | 0      |
| Teddy Chevalier    | France      | Attaquant         | 28/06/1987        | 2009-2012  | 98 (94)           | 20   | 14     | 0      |
| Victor Christiaens | Belgique    | Attaquant         | 22/01/1993        | 2011-2012  | 2 (2)             | 0    | 0      | 0      |
| Yarouba Cissako    | France      | Défenseur         | 8/01/1995         | 2014-2015  | 29 (25)           | 1    | 3      | 0      |
| Steve Colpaert     | Belgique    | Défenseur         | 13/09/1986        | 2008-2015  | 235 (207)         | 3    | 34     | 3      |
| Tom Colpaert       | Belgique    | Défenseur         | 28/02/1970        | 1999-2000  | 0 (0)             | 0    | 0      | 0      |
| Ibrahima Conté     | Guinée      | Milieu de terrain | 3/04/1991         | 2013-2014  | 69 (56)           | 5    | 9      | 0      |
| Sander Coopman     | Belgique    | Milieu de terrain | 12/03/1995        | 2016-2018  | 84 (70)           | 6    | 8      | 2      |
| Thierry Coppens    | Belgique    | Gardien de but    | 2/11/1979         | 2007-2010  | 0 (0)             | 0    | 0      | 0      |
| Janis Coppin       | Belgique    | Attaquant         | 11/05/1988        | 2007-2009  | 19 (19)           | 3    | 1      | 0      |
| Alessandro Cordaro | Belgique    | Milieu de terrain | 2/05/1986         | 2015-2018  | 78 (68)           | 7    | 7      | 2      |
| Salvatore Crimi    | Belgique    | Gardien de but    | 9/07/1993         | 2013       | 0 (0)             | 0    | 0      | 0      |

## D
| Joueur               | Nationalité   | Position          | Date de naissance | Période(s)          | Matches (dont D1) | Buts | Jaunes | Rouges |
| -------------------- | ------------- | ----------------- | ----------------- | ------------------- | ----------------- | ---- | ------ | ------ |
| Miguel Dachelet      | Belgique      | Défenseur         | 16/01/1988        | 2008-2012           | 56 (54)           | 1    | 7      | 3      |
| Henrik Dalsgaard     | Danemark      | Défenseur         | 27/07/1989        | 2016-2017           | 38 (35)           | 9    | 6      | 1      |
| Carlo Damman         | Belgique      | Défenseur         | 18/03/1993        | 2011-2012           | 0 (0)             | 0    | 0      | 0      |
| Gregory De Boel      | Belgique      | Gardien de but    | 10/02/1996        | 2013-2016           | 0 (0)             | 0    | 0      | 0      |
| Lorenzo De Bree      | Belgique      | ?                 | 14/04/1984        | 2001-2003           | 0 (0)             | 0    | 0      | 0      |
| Tjörven De Brul      | Belgique      | Défenseur         | 22/06/1973        | 2005-2007           | 59 (45)           | 2    | 9      | 0      |
| Davy De Fauw         | Belgique      | Défenseur         | 8/07/1981         | 2011-2014, 2016-... | 205 (185)         | 20   | 24     | 0      |
| Wouter De Groote     | Belgique      | Milieu de terrain | 28/01/1978        | 2001-2004           | 89 (0)            | 14   | 11     | 0      |
| Jimmy De Jonghe      | Belgique      | Défenseur         | 13/02/1992        | 2012-2013           | 7 (6)             | 0    | 2      | 0      |
| Gertjan De Mets      | Belgique      | Milieu de terrain | 2/04/1987         | 2017-2018           | 15 (12)           | 0    | 4      | 0      |
| Nill De Pauw         | Belgique      | Attaquant         | 6/01/1990         | 2017-...            | 44 (35)           | 9    | 2      | 0      |
| Steve De Ridder      | Belgique      | Attaquant         | 25/02/1987        | 2015-2016           | 39 (37)           | 5    | 7      | 2      |
| Klaas De Rock        | Belgique      | Attaquant         | 26/09/1993        | 2012-2014           | 1 (1)             | 0    | 0      | 0      |
| Jari de Roover       | Belgique      | Défenseur         | 12/05/1998        | 2017-...            | 0 (0)             | 0    | 0      | 0      |
| Julien De Sart       | Belgique      | Milieu de terrain | 23/12/1994        | 2017-2018           | 40 (32)           | 0    | 5      | 1      |
| Pieter De Smet       | Belgique      | Défenseur         | 12/02/1998        | 2015-2018           | 0 (0)             | 0    | 0      | 0      |
| Geert De Vlieger     | Belgique      | Gardien de but    | 16/10/1971        | 2006-2008           | 45 (38)           | 0    | 5      | 0      |
| Yanni De Vriendt     | Belgique      | Gardien de but    | 21/02/1997        | 2015-2016           | 0 (0)             | 0    | 0      | 0      |
| Kevin Degrande       | Belgique      | Gardien de but    | 5/08/1981         | 2001-2002           | 3 (0)             | 0    | 0      | 0      |
| Terry Degrande       | Belgique      | ?                 | 9/11/1976         | 2002-2003           | 11 (0)            | 0    | 0      | 0      |
| Stijn Dekeukeleire   | Belgique      | Attaquant         | 16/03/1984        | 2002-2005           | 29 (0)            | 3    | 0      | 0      |
| Jonathan Delaplace   | France        | Milieu de terrain | 20/03/1986        | 2010-2013           | 101 (97)          | 5    | 12     | 1      |
| Maxime Delbaere      | Belgique      | Milieu de terrain | 4/05/1991         | 2009-2010           | 0 (0)             | 0    | 0      | 0      |
| Erdin Demir          | Suède         | Défenseur         | 19/03/1993        | 2018-...            | 0 (0)             | 0    | 0      | 0      |
| Timothy Derijck      | France        | Défenseur         | 25/05/1987        | 2016-2019           | 55 (50)           | 9    | 13     | 1      |
| Nathan D'Haemers     | Belgique      | Milieu de terrain | 26/01/1978        | 2001-2008           | 188 (62)          | 33   | 22     | 2      |
| Karel D'Haene        | Belgique      | Défenseur         | 5/09/1980         | 2006-2016           | 310 (270)         | 19   | 40     | 3      |
| Frederik D'Hollander | Belgique      | Attaquant         | 20/05/1976        | 2001-2006           | 228 (7)           | 113  | 11     | 0      |
| Kristof D'Hollander  | Belgique      | ?                 | 24/11/1977        | 2001-2004           | 117 (0)           | 14   | 12     | 1      |
| Abdou Diallo         | France        | Défenseur         | 4/05/1996         | 2015-2016           | 35 (33)           | 3    | 1      | 2      |
| Frédéric Dindeleux   | France        | Défenseur         | 16/01/1974        | 2005-2008           | 78 (64)           | 2    | 6      | 0      |
| Mansour Diop         | Sénégal       | Milieu de terrain | 1/01/1989         | 2013                | 0 (0)             | 0    | 0      | 0      |
| Sven Dobbelaere      | Belgique      | Gardien de but    | 7/03/1977         | 2001-2004           | 155 (0)           | 0    | 3      | 2      |
| Tosin Dosunmu        | Nigeria       | Attaquant         | 15/07/1980        | 2006-2007           | 17 (16)           | 2    | 3      | 0      |
| Idrissa Doumbia      | Côte d'Ivoire | Milieu de terrain | 14/04/1998        | 2017-2018           | 34 (32)           | 1    | 3      | 0      |
| Joey Dujardin        | Belgique      | Défenseur         | 16/02/1996        | 2014-2015           | 2 (2)             | 0    | 1      | 0      |
| Cédric D'Ulivo       | France        | Défenseur         | 29/08/1989        | 2015-2016           | 6 (6)             | 0    | 2      | 0      |
| Frédéric Duplus      | France        | Défenseur         | 7/04/1990         | 2013-2014           | 24 (13)           | 0    | 4      | 0      |
| Frédéric Dupré       | Belgique      | Défenseur         | 12/05/1979        | 2002-2006           | 135 (30)          | 16   | 22     | 0      |

## E
| Joueur            | Nationalité | Position          | Date de naissance | Période(s) | Matches (dont D1) | Buts | Jaunes | Rouges |
| ----------------- | ----------- | ----------------- | ----------------- | ---------- | ----------------- | ---- | ------ | ------ |
| Charni Ekangamene | Belgique    | Milieu de terrain | 16/02/1994        | 2014-2015  | 21 (16)           | 0    | 2      | 1      |
| Kenny Engels      | Belgique    | ?                 | 3/02/1979         | 2001-2002  | 51 (0)            | 4    | 6      | 0      |
| Steffen Ernemann  | Danemark    | Milieu de terrain | 26/04/1982        | 2009-2011  | 22 (20)           | 3    | 5      | 0      |
| Karim Essikal     | Maroc       | Milieu de terrain | 8/02/1996         | 2014-2016  | 26 (26)           | 1    | 5      | 0      |

## F
| Joueur                 | Nationalité | Position          | Date de naissance | Période(s) | Matches (dont D1) | Buts | Jaunes | Rouges |
| ---------------------- | ----------- | ----------------- | ----------------- | ---------- | ----------------- | ---- | ------ | ------ |
| Hicham Faik            | Pays-Bas    | Milieu de terrain | 19/03/1993        | 2018-...   | 0 (0)             | 0    | 0      | 0      |
| Andy Faustin           | France      | Attaquant         | 25/03/1997        | 2017-2018  | 0 (0)             | 0    | 0      | 0      |
| Rudison Ferreira       | Brésil      | Milieu de terrain | 15/02/1983        | 2007-2008  | 4 (4)             | 0    | 0      | 0      |
| Tiago Emanuel Ferreira | Portugal    | Défenseur         | 10/07/1993        | 2014-2015  | 3 (2)             | 0    | 0      | 0      |
| John Foucquet          | Belgique    | Défenseur         | 14/10/1971        | 1999-2004  | 123 (0)           | 9    | 11     | 4      |

## G
| Joueur                    | Nationalité | Position          | Date de naissance | Période(s)      | Matches (dont D1) | Buts | Jaunes | Rouges |
| ------------------------- | ----------- | ----------------- | ----------------- | --------------- | ----------------- | ---- | ------ | ------ |
| David Geeroms             | Belgique    | Milieu de terrain | 7/07/1978         | 2002-2004       | 58 (0)            | 7    | 7      | 0      |
| Domien Gijbels            | Belgique    | Milieu de terrain | 10/10/1983        | 2002-2003       | 1 (0)             | 0    | 0      | 0      |
| Ghislain Gimbert          | France      | Attaquant         | 7/08/1985         | 2015            | 12 (11)           | 3    | 2      | 1      |
| Bruno Godeau              | Belgique    | Défenseur         | 10/05/1992        | 2012-2014, 2015 | 46 (42)           | 1    | 8      | 0      |
| Kevin Goeman              | Belgique    | Gardien de but    | 14/03/1988        | 2009-2010       | 0 (0)             | 0    | 0      | 0      |
| Pavel Goeminne            | Belgique    | Défenseur         | 9/12/1989         | 2007-2008       | 0 (0)             | 0    | 0      | 0      |
| Juan Diego González-Vigil | Pérou       | Attaquant         | 18/02/1985        | 2006-2007       | 5 (3)             | 0    | 2      | 0      |
| Frédéric Gounongbe        | Bénin       | Attaquant         | 1/05/1988         | 2012-2013       | 0 (0)             | 0    | 0      | 0      |
| Babacar Gueye             | Sénégal     | Attaquant         | 31/12/1994        | 2017            | 15 (12)           | 3    | 2      | 0      |
| Zakaria Gueye             | Sénégal     | Milieu de terrain | 22/02/1986        | 2010-2011       | 6 (5)             | 0    | 1      | 0      |

## H
| Joueur            | Nationalité               | Position          | Date de naissance | Période(s)           | Matches (dont D1) | Buts | Jaunes | Rouges |
| ----------------- | ------------------------- | ----------------- | ----------------- | -------------------- | ----------------- | ---- | ------ | ------ |
| Habib Habibou     | République centrafricaine | Attaquant         | 16/04/1987        | 2010-2012, 2013      | 92 (76)           | 35   | 16     | 0      |
| Irfan Hadžić      | Bosnie-Herzégovine        | Attaquant         | 15/06/1993        | 2011-2012            | 0 (0)             | 0    | 0      | 0      |
| Brian Hamalainen  | Danemark                  | Défenseur         | 29/05/1989        | 2011-2012, 2016-2018 | 125 (107)         | 11   | 9      | 0      |
| Hamdi Harbaoui    | Tunisie                   | Attaquant         | 5/01/1985         | 2018-...             | 17 (17)           | 19   | 5      | 0      |
| Kylian Hazard     | Belgique                  | Milieu de terrain | 5/08/1995         | 2014-2015            | 5 (2)             | 0    | 0      | 0      |
| Thorgan Hazard    | Belgique                  | Milieu de terrain | 29/03/1993        | 2012-2014            | 91 (73)           | 22   | 13     | 0      |
| Michaël Heylen    | Belgique                  | Défenseur         | 3/01/1994         | 2017-...             | 34 (25)           | 2    | 4      | 1      |
| Sibert Himpe      | Belgique                  | Milieu de terrain | 24/02/1999        | 2017-...             | 0 (0)             | 0    | 0      | 0      |
| Hernán Hinostroza | Pérou                     | Attaquant         | 21/12/1993        | 2011-2013            | 19 (16)           | 1    | 4      | 0      |
| Arne Houtekier    | Belgique                  | Défenseur         | 30/06/1983        | 2001-2004            | 58 (0)            | 1    | 6      | 1      |
| Khaleem Hyland    | Trinité-et-Tobago         | Milieu de terrain | 5/06/1989         | 2008-2011            | 74 (72)           | 5    | 17     | 3      |

## I
| Joueur        | Nationalité | Position  | Date de naissance | Période(s) | Matches (dont D1) | Buts | Jaunes | Rouges |
| ------------- | ----------- | --------- | ----------------- | ---------- | ----------------- | ---- | ------ | ------ |
| Salou Ibrahim | Ghana       | Attaquant | 29/05/1979        | 2005-2006  | 36 (29)           | 13   | 6      | 1      |
| Sefa Isçi     | Turquie     | Défenseur | 26/03/1996        | 2014-2016  | 4 (1)             | 0    | 0      | 0      |

## J
| Joueur           | Nationalité | Position          | Date de naissance | Période(s) | Matches (dont D1) | Buts | Jaunes | Rouges |
| ---------------- | ----------- | ----------------- | ----------------- | ---------- | ----------------- | ---- | ------ | ------ |
| Ouchen Junior    | Belgique    | Attaquant         | 18/11/1997        | 2019       | 7 (0)             | 1    | 0      | 0      |
| Peter Jacobs     | Belgique    | Défenseur         | 18/11/1997        | 2001-2002  | 46 (0)            | 10   | 3      | 0      |
| Ringo Jacobs     | Belgique    | Milieu de terrain | 20/02/1981        | 2004-2005  | 14 (0)            | 0    | 2      | 0      |
| Chris Janssens   | Belgique    | Défenseur         | 12/06/1969        | 2006-2007  | 17 (12)           | 0    | 5      | 0      |
| Ivica Jaraković  | Serbie      | Milieu de terrain | 11/06/1978        | 2004-2005  | 12 (0)            | 2    | 0      | 0      |
| Carl Jegers      | Belgique    | ?                 | 24/12/1968        | 1997-1998  | 30 (0)            | 2    | 6      | 0      |
| Nikica Jelavić   | Croatie     | Attaquant         | 27/08/1985        | 2007-2008  | 25 (23)           | 4    | 4      | 0      |
| Jesper Jørgensen | Danemark    | Milieu de terrain | 9/05/1984         | 2014-2015  | 36 (35)           | 2    | 6      | 0      |

## K
| Joueur           | Nationalité | Position          | Date de naissance | Période(s) | Matches (dont D1) | Buts | Jaunes | Rouges |
| ---------------- | ----------- | ----------------- | ----------------- | ---------- | ----------------- | ---- | ------ | ------ |
| Ouchen Junior    | (be)        | Milieu de terrain | 18/11/1997        | 2017       | 4 (1)             | 7    | 0      | 0      |
| Onür Junior      | Belgique    | Milieu de terrain | 18/11/1997        | 2015-2018  | 102 (130)         | 14   | 23     | 0      |
| Dobias Koudijzer | Pays-Bas    | Attaquant         | 30/06/1979        | 2001-2002  | 29 (0)            | 5    | 7      | 0      |
| Sven Kums        | Belgique    | Milieu de terrain | 26/02/1988        | 2013-2014  | 41 (29)           | 5    | 7      | 2      |

## L
| Joueur             | Nationalité | Position          | Date de naissance | Période(s)                      | Matches (dont D1) | Buts | Jaunes | Rouges |
| ------------------ | ----------- | ----------------- | ----------------- | ------------------------------- | ----------------- | ---- | ------ | ------ |
| Jérémy Labor       | France      | Défenseur         | 19/03/1992        | 2014-2015                       | 5 (4)             | 0    | 2      | 0      |
| Nicola Leali       | Italie      | Gardien de but    | 17/02/1993        | 2017                            | 8 (6)             | 0    | 0      | 0      |
| Badis Lebbihi      | France      | Défenseur         | 14/03/1990        | 2009-2010                       | 4 (3)             | 0    | 0      | 0      |
| Stefan Leleu       | Belgique    | Défenseur         | 28/02/1970        | 2004-2007                       | 95 (51)           | 4    | 32     | 0      |
| Ivan Lendrić       | Croatie     | Attaquant         | 8/08/1991         | 2012-2013                       | 23 (20)           | 3    | 3      | 0      |
| Christophe Lepoint | Belgique    | Milieu de terrain | 24/10/1984        | 2015-2017                       | 79 (73)           | 12   | 19     | 1      |
| Lukas Lerager      | Danemark    | Milieu de terrain | 12/07/1993        | 2016-2017                       | 44 (39)           | 6    | 7      | 0      |
| Aaron Leya Iseka   | Belgique    | Attaquant         | 15/11/1997        | 2017-2018                       | 32 (25)           | 9    | 4      | 0      |
| Mbaye Leye         | Sénégal     | Attaquant         | 1/12/1982         | 2007-2009, 2012-2014, 2015-2017 | 202 (181)         | 87   | 22     | 2      |
| Quentin Louagé     | Belgique    | Milieu de terrain | 30/12/1993        | 2013-2014                       | 0 (0)             | 0    | 0      | 0      |
| Emil Lyng          | Danemark    | Attaquant         | 3/08/1989         | 2009-2010                       | 14 (14)           | 1    | 0      | 0      |

## M
| Joueur               | Nationalité                      | Position          | Date de naissance | Période(s) | Matches (dont D1) | Buts | Jaunes | Rouges |
| -------------------- | -------------------------------- | ----------------- | ----------------- | ---------- | ----------------- | ---- | ------ | ------ |
| Ilias Maatoug        | Belgique                         | Attaquant         | 28/04/1996        | 2013       | 0 (0)             | 0    | 0      | 0      |
| Moussa Maazou        | Niger                            | Attaquant         | 25/08/1988        | 2011-2012  | 5 (4)             | 0    | 0      | 0      |
| Kingsley Madu        | Nigeria                          | Défenseur         | 12/12/1995        | 2016-2017  | 22 (15)           | 1    | 2      | 1      |
| Pieter Maes          | Belgique                         | Milieu de terrain | 19/07/1976        | 1998-2004  | 175 (0)           | 21   | 24     | 2      |
| Chris Makiese        | France                           | Attaquant         | 14/10/1987        | 2009-2010  | 40 (40)           | 14   | 4      | 0      |
| Junior Malanda       | Belgique                         | Milieu de terrain | 28/08/1994        | 2012-2013  | 66 (52)           | 8    | 17     | 2      |
| Yannick Marchand     | Belgique                         | Défenseur         | 15/08/1988        | 2008-2009  | 0 (0)             | 0    | 0      | 0      |
| Damien Marcq         | France                           | Milieu de terrain | 8/12/1988         | 2018-...   | 5 (5)             | 0    | 2      | 0      |
| Rémi Maréval         | France                           | Défenseur         | 24/02/1983        | 2010-2012  | 43 (40)           | 6    | 9      | 2      |
| Luca Marrone         | Italie                           | Milieu de terrain | 28/03/1990        | 2016-2017  | 28 (25)           | 1    | 2      | 0      |
| Tim Matthys          | Belgique                         | Milieu de terrain | 23/12/1983        | 2005-2009  | 123 (104)         | 32   | 8      | 0      |
| Thomas Matton        | Belgique                         | Attaquant         | 24/10/1985        | 2008-2012  | 87 (84)           | 12   | 9      | 0      |
| Andréa Mbuyi-Mutombo | Belgique                         | Attaquant         | 7/06/1990         | 2008-2009  | 13 (13)           | 3    | 0      | 0      |
| Stijn Meert          | Belgique                         | Milieu de terrain | 6/04/1978         | 2002-2011  | 246 (118)         | 26   | 37     | 4      |
| Soualiho Meïté       | France                           | Milieu de terrain | 17/03/1994        | 2016-2017  | 58 (52)           | 2    | 6      | 2      |
| Formose Mendy        | Guinée-Bissau                    | Défenseur         | 8/10/1993         | 2013-2016  | 41 (33)           | 1    | 5      | 4      |
| Pieter Merlier       | Belgique                         | Gardien de but    | 29/03/1979        | 2001-2007  | 113 (43)          | 0    | 3      | 0      |
| Mohamed Messoudi     | Belgique                         | Milieu de terrain | 7/01/1984         | 2014-2015  | 23 (20)           | 2    | 6      | 0      |
| Luka Milunović       | Serbie                           | Attaquant         | 21/12/1992        | 2011-2012  | 13 (12)           | 0    | 2      | 0      |
| Stijn Minne          | Belgique                         | Défenseur         | 29/06/1978        | 2002-2012  | 242 (132)         | 1    | 23     | 1      |
| Cédric Mitu          | République démocratique du Congo | Attauqant         | 14/01/1995        | 2014-2015  | 0 (0)             | 0    | 0      | 0      |
| Diederik Moerman     | Belgique                         | Milieu de terrain | 6/10/1979         | 2001-2004  | 144 (0)           | 15   | 10     | 1      |
| Alexander Morel      | Belgique                         | ?                 | 14/08/1981        | 2003-2004  | 20 (0)            | 1    | 4      | 0      |
| Dragan Mrđa          | Serbie                           | Attaquant         | 23/01/1984        | 2007       | 9 (5)             | 2    | 2      | 0      |
| Robert Mühren        | Pays-Bas                         | Attaquant         | 8/05/1989         | 2017       | 13 (12)           | 2    | 1      | 0      |
| Eetu Muinonen        | Finlande                         | Milieu de terrain | 5/04/1986         | 2008-2010  | 1 (1)             | 0    | 0      | 0      |
| Tom Muyters          | Belgique                         | Gardien de but    | 5/12/1984         | 2010-2012  | 9 (8)             | 0    | 0      | 0      |

## N
| Joueur             | Nationalité   | Position          | Date de naissance | Période(s)           | Matches (dont D1) | Buts | Jaunes | Rouges |
| ------------------ | ------------- | ----------------- | ----------------- | -------------------- | ----------------- | ---- | ------ | ------ |
| Jens Naessens      | Belgique      | Attaquant         | 1/04/1991         | 2010-2014, 2016-2017 | 123 (106)         | 21   | 10     | 0      |
| Mamoutou N'Diaye   | Mali          | Milieu de terrain | 15/03/1990        | 2013-2015            | 52 (37)           | 2    | 11     | 3      |
| Elhadji Ndoye      | Sénégal       | Défenseur         | 10/04/1992        | 2013                 | 0 (0)             | 0    | 0      | 0      |
| Tarmo Neemelo      | Estonie       | Attaquant         | 10/02/1982        | 2009                 | 11 (11)           | 0    | 0      | 0      |
| Sébastien Neirynck | Belgique      | Gardien de but    | 10/10/1986        | 2003-2004            | 0 (0)             | 0    | 0      | 0      |
| Markus Neumayr     | Allemagne     | Milieu de terrain | 26/03/1986        | 2008-2009            | 7 (7)             | 0    | 2      | 0      |
| Ernest Webnje Nfor | Cameroun      | Attaquant         | 28/04/1986        | 2008-2011            | 78 (75)           | 11   | 18     | 1      |
| Antoine N'Gossan   | Côte d'Ivoire | Attaquant         | 30/11/1990        | 2010                 | 0 (0)             | 0    | 0      | 0      |
| Urho Nissilä       | Finlande      | Milieu de terrain | 4/04/1996         | 2018-...             | 0 (0)             | 0    | 0      | 0      |

## O
| Joueur                | Nationalité | Position          | Date de naissance | Période(s) | Matches (dont D1) | Buts | Jaunes | Rouges |
| --------------------- | ----------- | ----------------- | ----------------- | ---------- | ----------------- | ---- | ------ | ------ |
| Peter Olayinka        | Nigeria     | Attaquant         | 16/11/1995        | 2017-2018  | 40 (34)           | 11   | 4      | 1      |
| Fredrik Oldrup Jensen | Norvège     | Milieu de terrain | 18/05/1993        | 2017-2018  | 13 (12)           | 0    | 2      | 0      |
| Fabrice Olinga        | Cameroun    | Milieu de terrain | 12/05/1996        | 2014       | 7 (7)             | 0    | 0      | 0      |
| Jasper Otte           | Belgique    | Gardien de but    | 16/10/1992        | 2010-2013  | 0 (0)             | 0    | 0      | 0      |
| Obbi Oularé           | Belgique    | Attaquant         | 8/01/1996         | 2016       | 11 (10)           | 1    | 0      | 0      |
| Willie Overtoom       | Cameroun    | Milieu de terrain | 2/09/1986         | 2014       | 6 (5)             | 0    | 0      | 0      |

## P
| Joueur             | Nationalité | Position          | Date de naissance | Période(s) | Matches (dont D1) | Buts | Jaunes | Rouges |
| ------------------ | ----------- | ----------------- | ----------------- | ---------- | ----------------- | ---- | ------ | ------ |
| Djibril Paye       | Guinée      | Défenseur         | 26/02/1990        | 2014-2015  | 4 (3)             | 0    | 0      | 0      |
| Niels Peers        | Belgique    | Attaquant         | 12/02/1992        | 2009-2010  | 0 (0)             | 0    | 0      | 0      |
| Pietro Perdichizzi | Belgique    | Défenseur         | 16/12/1992        | 2012-2013  | 2 (1)             | 0    | 1      | 0      |
| Glynor Plet        | Pays-Bas    | Attaquant         | 30/01/1987        | 2014       | 24 (18)           | 7    | 4      | 1      |
| Marko Poletanović  | Serbie      | Milieu de terrain | 20/07/1993        | 2016       | 8 (8)             | 0    | 3      | 0      |
| Kévin Pollet       | Belgique    | Défenseur         | 23/06/1992        | 2010-2012  | 0 (0)             | 0    | 0      | 0      |
| Marvin Pourié      | Allemagne   | Attaquant         | 08/01/1991        | 2014       | 8 (6)             | 2    | 2      | 0      |

## R
| Joueur           | Nationalité | Position          | Date de naissance | Période(s) | Matches (dont D1) | Buts | Jaunes | Rouges |
| ---------------- | ----------- | ----------------- | ----------------- | ---------- | ----------------- | ---- | ------ | ------ |
| Ben Reichert     | Israël      | Milieu de terrain | 4/03/1994         | 2017       | 0 (0)             | 0    | 0      | 0      |
| Loris Reina      | France      | Défenseur         | 10/06/1980        | 2006-2009  | 90 (74)           | 2    | 20     | 2      |
| Pascal Renier    | Belgique    | Défenseur         | 3/08/1971         | 2004-2005  | 0 (0)             | 0    | 0      | 0      |
| Keevin Reyns     | Belgique    | Attaquant         | 2/06/1973         | 2001-2002  | 86 (0)            | 27   | 4      | 2      |
| Giuseppe Riolo   | Belgique    | Milieu de terrain | 14/05/1989        | 2006-2009  | 2 (1)             | 0    | 0      | 0      |
| Kevin Roelandts  | Belgique    | Milieu de terrain | 27/08/1982        | 2007-2011  | 116 (108)         | 26   | 13     | 2      |
| Jonathan Roelant | Belgique    | Gardien de but    | 11/04/1987        | 2003-2004  | 1 (0)             | 0    | 0      | 0      |
| Wim Roels        | Belgique    | Milieu de terrain | 16/01/1980        | 2001-2004  | 106 (0)           | 16   | 17     | 2      |
| Tom Rosenthal    | Belgique    | Milieu de terrain | 30/09/1996        | 2014-2015  | 5 (4)             | 0    | 0      | 0      |
| Karim Rossi      | Suisse      | Attaquant         | 1/05/1994         | 2015       | 12 (12)           | 4    | 1      | 0      |
| Giuseppe Rossini | Belgique    | Attaquant         | 23/08/1986        | 2011-2012  | 17 (15)           | 5    | 4      | 0      |
| Cédric Roussel   | Belgique    | Attaquant         | 6/01/1978         | 2006-2007  | 20 (14)           | 5    | 1      | 0      |

## S
| Joueur               | Nationalité | Position          | Date de naissance | Période(s) | Matches (dont D1) | Buts | Jaunes | Rouges |
| -------------------- | ----------- | ----------------- | ----------------- | ---------- | ----------------- | ---- | ------ | ------ |
| Berat Sadik          | Finlande    | Attaquant         | 14/09/1988        | 2009-2010  | 16 (14)           | 1    | 1      | 0      |
| Joël Sami            | France      | Défenseur         | 13/11/1984        | 2015-2016  | 28 (26)           | 0    | 8      | 0      |
| Khalifa Sankaré      | Sénégal     | Défenseur         | 15/08/1984        | 2007-2008  | 11 (9)            | 2    | 4      | 0      |
| Ivan Šaponjić        | Serbie      | Attaquant         | 2/08/1997         | 2017-2018  | 39 (21)           | 7    | 5      | 0      |
| Danilo Sarkic        | Monténégro  | Défenseur         | 20/02/1995        | 2013-2014  | 0 (0)             | 0    | 0      | 0      |
| Bjorn Sengier        | Belgique    | Gardien de but    | 12/07/1979        | 2005-2006  | 13 (9)            | 0    | 1      | 0      |
| Tony Sergeant        | Belgique    | Attaquant         | 6/06/1977         | 2004-2007  | 114 (53)          | 26   | 9      | 0      |
| Jérémy Serwy         | Belgique    | Milieu de terrain | 4/06/1991         | 2011-2013  | 25 (23)           | 4    | 1      | 0      |
| Yoan Severin         | France      | Défenseur         | 24/01/1997        | 2017-2018  | 5 (4)             | 0    | 0      | 0      |
| Sébastien Siani      | Cameroun    | Attaquant         | 21/12/1986        | 2006-2007  | 14 (12)           | 1    | 1      | 0      |
| Mikhail Sivakov      | Biélorussie | Milieu de terrain | 16/01/1988        | 2011-2013  | 15 (14)           | 1    | 6      | 1      |
| Ólafur Ingi Skúlason | Islande     | Milieu de terrain | 1/04/1983         | 2011-2015  | 113 (99)          | 6    | 24     | 3      |
| Mikael Soisalo       | Finlande    | Attaquant         | 24/04/1998        | 2018-...   | 0 (0)             | 0    | 0      | 0      |
| Sébastien Stassin    | Belgique    | Défenseur         | 28/06/1978        | 2004-2005  | 29 (0)            | 1    | 5      | 1      |
| Steve Stellamans     | Belgique    | Attaquant         | 17/10/1972        | 2001-2002  | 10 (0)            | 1    | 0      | 0      |
| Kenny Steppe         | Belgique    | Gardien de but    | 14/11/1988        | 2015-2017  | 33 (30)           | 0    | 0      | 0      |
| René Sterckx         | Belgique    | Milieu de terrain | 18/01/1991        | 2010-2012  | 23 (23)           | 2    | 3      | 0      |
| Tjakke Stevens       | Belgique    | Attaquant         | 5/07/1993         | 2013       | 0 (0)             | 0    | 0      | 0      |
| Nikola Storm         | Belgique    | Attaquant         | 30/09/1994        | 2015-2016  | 18 (17)           | 0    | 0      | 0      |
| Danijel Subotić      | Suisse      | Attaquant         | 31/01/1981        | 2008-2009  | 16 (14)           | 1    | 0      | 0      |
| Idrissa Sylla        | Guinée      | Attaquant         | 3/10/1990         | 2013-2014  | 63 (46)           | 18   | 5      | 1      |
| Mamadou Sylla        | Sénégal     | Attaquant         | 20/03/1994        | 2018-...   | 0 (0)             | 0    | 0      | 0      |

## T
| Joueur                | Nationalité   | Position          | Date de naissance | Période(s)           | Matches (dont D1) | Buts | Jaunes | Rouges |
| --------------------- | ------------- | ----------------- | ----------------- | -------------------- | ----------------- | ---- | ------ | ------ |
| Nicholas Tamsin       | Belgique      | Défenseur         | 10/12/1989        | 2010-2011            | 9 (9)             | 0    | 2      | 0      |
| Ibrahim Tankary       | Niger         | Attaquant         | 24/03/1972        | 2004-2006            | 34 (3)            | 20   | 4      | 0      |
| Jérémy Taravel        | France        | Défenseur         | 17/04/1987        | 2008-2010            | 44 (42)           | 4    | 6      | 1      |
| Florian Tardieu       | France        | Milieu de terrain | 22/04/1992        | 2018-...             | 0 (0)             | 0    | 0      | 0      |
| Mehdi Tarfi           | Belgique      | Attaquant         | 5/07/1993         | 2013-2014            | 1 (1)             | 0    | 1      | 0      |
| Mame Baba Thiam       | Sénégal       | Attaquant         | 9/10/1992         | 2015-2016            | 29 (28)           | 9    | 3      | 1      |
| Gunter Thiebaut       | Belgique      | Attaquant         | 12/01/1977        | 2005-2006            | 16 (14)           | 1    | 0      | 0      |
| Niall Thompson        | Canada        | Attaquant         | 16/04/1974        | 1996-1997            | 0 (0)             | 0    | 0      | 0      |
| Julien Toudic         | France        | Attaquant         | 19/12/1985        | 2013                 | 1 (1)             | 0    | 0      | 0      |
| Aleksandar Trajkovski | Macédoine     | Attaquant         | 5/09/1992         | 2011-2013, 2014-2015 | 111 (97)          | 10   | 2      | 0      |
| Moussa Traoré         | Côte d'Ivoire | Attaquant         | 9/03/1990         | 2010-2011            | 18 (17)           | 4    | 5      | 0      |
| David Triantafillidis | Belgique      | Défenseur         | 15/02/1986        | 2007-2008            | 3 (3)             | 0    | 0      | 0      |
| James Troisi          | Australie     | Milieu de terrain | 3/07/1988         | 2014-2015            | 23 (21)           | 5    | 5      | 1      |

## V
| Joueur                   | Nationalité | Position          | Date de naissance | Période(s)          | Matches (dont D1) | Buts | Jaunes | Rouges |
| ------------------------ | ----------- | ----------------- | ----------------- | ------------------- | ----------------- | ---- | ------ | ------ |
| Thomas Van Der Haegen    | Belgique    | Milieu de terrain | 6/04/1991         | 2010-2012           | 3 (3)             | 0    | 0      | 0      |
| Sven Van Der Jeugt       | Belgique    | Gardien de but    | 17/09/1980        | 2004-2005           | 5 (0)             | 0    | 0      | 0      |
| Stijn Van Der Kelen      | Belgique    | Gardien de but    | 11/06/1990        | 2008-2010           | 0 (0)             | 0    | 0      | 0      |
| Gilles Van Eecke         | Belgique    | Milieu de terrain | 27/06/1993        | 2009-2010           | 0 (0)             | 0    | 0      | 0      |
| Kevin Van Engelandt      | Belgique    | Milieu de terrain | 7/02/1984         | 2004-2005           | 1 (0)             | 0    | 0      | 0      |
| Pepijn Van Gansbeke      | Belgique    | Milieu de terrain | 27/06/1993        | 2012-2013           | 1 (1)             | 0    | 0      | 0      |
| Dominique Van Maele      | Belgique    | Défenseur         | 15/09/1970        | 2001-2002           | 9 (0)             | 0    | 2      | 0      |
| Ludwin Van Nieuwenhuyze  | Belgique    | Défenseur         | 25/02/1978        | 2004-2011           | 231 (163)         | 19   | 51     | 4      |
| Sven Van Ryckeghem       | Belgique    | Gardien de but    | 18/03/1985        | 2004-2006           | 4 (1)             | 0    | 0      | 0      |
| Matthias Van Steenberghe | Belgique    | Attaquant         | 8/10/1979         | 2003-2004           | 7 (0)             | 0    | 1      | 0      |
| Lander Van Steenbrugghe  | Belgique    | Milieu de terrain | 27/11/1986        | 2004-2009           | 45 (34)           | 1    | 6      | 0      |
| Diego Van Wingen         | Belgique    | Milieu de terrain | 24/08/1988        | 2006-2008           | 0 (0)             | 0    | 0      | 0      |
| Bart Van Zundert         | Belgique    | Défenseur         | 30/11/1980        | 2007-2010           | 35 (33)           | 2    | 4      | 0      |
| David Vandenbroeck       | Belgique    | Défenseur         | 12/07/1985        | 2010-2011, 2012     | 33 (32)           | 2    | 3      | 0      |
| Niels Vandenbroucke      | Belgique    | Défenseur         | 15/03/1991        | 2010-2014           | 9 (7)             | 0    | 2      | 0      |
| Wouter Vandendriessche   | Belgique    | Milieu de terrain | 27/06/1984        | 2004-2007           | 83 (41)           | 9    | 2      | 0      |
| Jonas Vandermarliere     | Belgique    | Milieu de terrain | 7/03/1986         | 2005-2008           | 36 (27)           | 1    | 0      | 0      |
| David Vazquez Gonzalez   | Espagne     | Défenseur         | 12/04/1985        | 2008-2009           | 2 (2)             | 0    | 0      | 0      |
| Guy Veldeman             | Belgique    | Défenseur         | 14/12/1978        | 2004-2006           | 19 (7)            | 0    | 2      | 0      |
| Eddy Verbeeck            | Belgique    | Milieu de terrain | 7/10/1969         | 2001-2002           | 10 (0)            | 0    | 0      | 0      |
| Bryan Verboom            | Belgique    | Défenseur         | 30/01/1992        | 2012-2016, 2017-... | 136 (118)         | 7    | 9      | 0      |
| Brecht Verbrugghe        | Belgique    | Défenseur         | 29/04/1982        | 2003-2004           | 3 (0)             | 0    | 0      | 0      |
| Kenny Verhoeven          | Belgique    | Milieu de terrain | 21/06/1981        | 2003-2004           | 15 (0)            | 0    | 3      | 2      |
| Jo Vermast               | Belgique    | Attaquant         | 29/09/1981        | 2005-2006           | 1 (1)             | 0    | 0      | 0      |
| Piet Verschelde          | Belgique    | Attaquant         | 3/11/1964         | 1983-1986           | 0 (0)             | 0    | 0      | 0      |
| Matthieu Verschuère      | France      | Milieu de terrain | 8/02/1972         | 2005-2008           | 101 (86)          | 1    | 7      | 1      |
| Nicolas Verstraete       | Belgique    | ?                 | 13/10/1990        | 2009-2010           | 0 (0)             | 0    | 0      | 0      |
| Pavel Verstraete         | Belgique    | Défenseur         | 2/04/1992         | 2010-2012           | 0 (0)             | 0    | 0      | 0      |
| Jordy Verstraeten        | Belgique    | Défenseur         | 9/01/1996         | 2015-2016           | 0 (0)             | 0    | 0      | 0      |
| Koen Versyp              | Belgique    | Attaquant         | 11/09/1981        | 2001-2005           | 94 (0)            | 38   | 9      | 0      |
| Igor Vetokele            | Angola      | Attaquant         | 23/03/1992        | 2016                | 17 (14)           | 1    | 2      | 0      |

## W
| Joueur          | Nationalité | Position          | Date de naissance | Période(s) | Matches (dont D1) | Buts | Jaunes | Rouges |
| --------------- | ----------- | ----------------- | ----------------- | ---------- | ----------------- | ---- | ------ | ------ |
| Jorgo Waeghe    | Belgique    | Attaquant         | 30/03/1989        | 2009-2010  | 3 (3)             | 0    | 0      | 0      |
| Sandy Walsh     | Pays-Bas    | Défenseur         | 14/03/1995        | 2017-...   | 34 (32)           | 1    | 10     | 1      |
| Dimitri Wellens | Belgique    | Défenseur         | 8/09/1978         | 2001-2004  | 93 (0)            | 2    | 9      | 2      |
| Nicola Wellens  | Belgique    | Milieu de terrain | 27/06/1980        | 2002-2003  | 11 (0)            | 0    | 0      | 0      |
| Michaël Wiggers | Belgique    | Défenseur         | 8/02/1980         | 2005-2006  | 6 (6)             | 0    | 0      | 0      |
| Steven Wostijn  | Belgique    | Milieu de terrain | 28/12/1975        | 2004-2005  | 32 (0)            | 4    | 2      | 0      |

## Y
| Joueur    | Nationalité | Position  | Date de naissance | Période(s) | Matches (dont D1) | Buts | Jaunes | Rouges |
| --------- | ----------- | --------- | ----------------- | ---------- | ----------------- | ---- | ------ | ------ |
| Eric Yopa | Cameroun    | Attaquant | 19/05/1989        | 2009-2010  | 1 (0)             | 0    | 0      | 0      |

## Z
| Joueur         | Nationalité | Position          | Date de naissance | Période(s) | Matches (dont D1) | Buts | Jaunes | Rouges |
| -------------- | ----------- | ----------------- | ----------------- | ---------- | ----------------- | ---- | ------ | ------ |
| Azzedine Zaidi | Belgique    | Défenseur         | 13/10/1996        | 2015-2017  | 1 (1)             | 0    | 0      | 0      |
| Zahir Zerdab   | Algérie     | Milieu de terrain | 9/01/1982         | 2008-2009  | 1 (1)             | 0    | 0      | 0      |
| Azzedine Zaidi | Belgique    | Attaquant         | 13/10/1996        | 2016-...   | 0 (0)             | 0    | 0      | 0      |

### Sources
- (nl) « Liste des joueurs du club », sur Belgian Soccer Database (Zultse VV)
- (nl) « Liste des joueurs du club », sur Belgian Soccer Database (SV Zulte Waregem)